# Paso de San Luis
El paso de San Luis (en inglés: San Luis Pass) es un estrecho de agua en el extremo sur-occidental de la isla de Galveston en las costas de los EE. UU. específicamente en el estado de Texas. Conecta a las aguas protegidas de la bahía Oeste a las aguas del golfo de México.
La pesca en el muelle de San Luis era una de las actividades favoritas para los visitantes y lugareños por igual durante muchos años; sin embargo, la playa y el muelle fueron exterminados durante el huracán Ike en 2008, y no pudieron ser reconstruidos. El paso es también el hogar de pescadores de bancos, que suelen desplazarse muchos kilómetros para tomar ventaja de la población de peces excelentes desde junio a octubre.

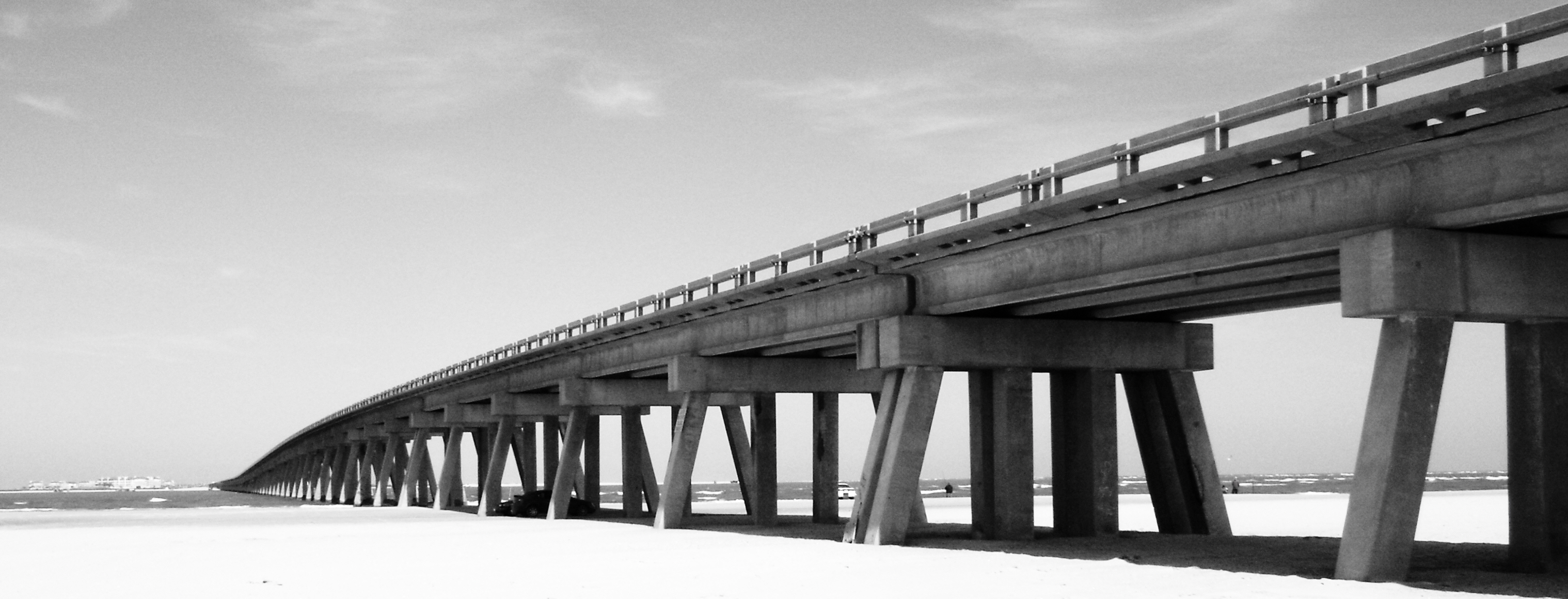
Puente de peaje sobre el paso de San Luis
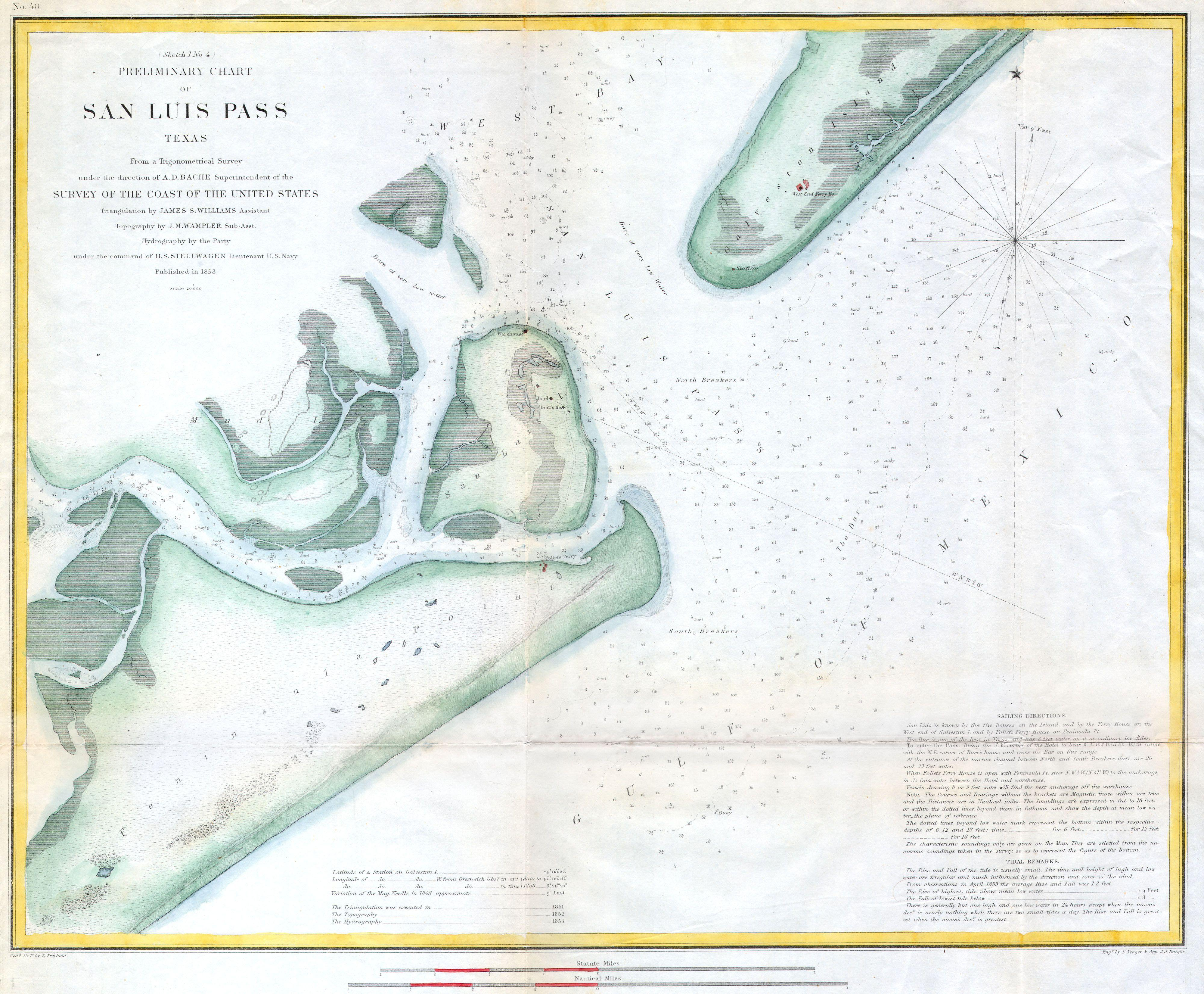
U.S.C.G carta de 1853